# Wolfgang Werner (Theologe)
Wolfgang Werner (* 1948 in Berge) ist ein deutscher römisch-katholischer Theologe.

## Leben
Werner machte 1967 sein Abitur am Städtischen Gymnasium in Olpe und studierte Katholische Theologie in Paderborn und Freiburg. Am 1. Juni 1974 feierte er seine Primiz im Paderborner Dom. Von 1974 bis 1978 war er Seelsorger in Neheim-Hüsten und Gütersloh. 1982 wurde er an der Universität Augsburg bei Rudolf Kilian mit einer Dissertation über Eschatologische Texte in Jesaja 1-39 zum Dr. theol. promoviert. Nach seiner Habilitation an der Universität Augsburg wurde er 1989 als Professor für katholische Theologie an die Universität Hildesheim berufen. Zugleich war er Pfarrverwalter an St. Elisabeth in der Hildesheimer Oststadt. Für das Katholische Bibelwerk schrieb er einen Kommentar über das Buch Jeremia. 2012 verlegte er seinen Wohnsitz nach Olpe, zog in sein Elternhaus in Lütringhausen und ist seitdem Subsidiar im Pastoralverbund Olpe-Biggesee.

## Veröffentlichungen (Auswahl)
- Eschatologische Texte in Jesaja 1-39. Würzburg 1982.
- Studien zur alttestamentlichen Vorstellung vom Plan Jahwes. Berlin 1988.
- Das Buch Jeremia. Neue Stuttgarter Kommentare Altes Testament 19/1 und 19/2. Stuttgart 1997/2003.